# Pappobolus matthewsii
Pappobolus matthewsii là một loài thực vật có hoa trong họ Cúc. Loài này được (Hochr.) Panero mô tả khoa học đầu tiên năm 1992.